# Bring Ya to the Brink
Bring Ya to the Brink är Cyndi Laupers tionde studioalbum som släpptes 2008. Musikgenren är dance-pop, elektronica.

## Låtlista
| Nr | Titel                | Längd | Låtskrivare                                                      | Producenter            |
| -- | -------------------- | ----- | ---------------------------------------------------------------- | ---------------------- |
| 1  | "High and Mighty"    | 4:43  | Jesse Houk, Cyndi Lauper                                         | Lauper, Scumfrog       |
| 2  | "Into the Nightlife" | 4:00  | Peer Åström, Johan Bobäck, Lauper, Max Martin                    | Åström, Bobäck, Lauper |
| 3  | "Rockin' Chair"      | 3:39  | Felix Buxton, Lauper, Simon Ratcliffe                            | Basement Jaxx, Lauper  |
| 4  | "Echo"               | 3:55  | Åström, Bobäck, Lauper, William Wittman                          | Åström, Bobäck, Lauper |
| 5  | "Lyfe"               | 3:38  | Roger Fife, M. Greene, Lauper, Sammy Merendino                   | DJ Emz, Lauper         |
| 6  | "Same Ol' Story"     | 5:54  | Lauper, Richard Morel                                            | Lauper, Morel          |
| 7  | "Raging Storm"       | 5:23  | Lauper, Morel                                                    | Lauper, Morel          |
| 8  | "Lay Me Down"        | 3:28  | Andreas Kleerup, Lauper                                          | Kleerup, Lauper        |
| 9  | "Give It Up"         | 3:23  | Steve Cornish, Lauper, Nicholas Mace                             | Digital Dog, Lauper    |
| 10 | "Set Your Heart" †   | 3:42  | Victor Carstarphen, Lauper, Gene McFadden, Morel, John Whitehead | Lauper, Morel          |
| 11 | "Grab a Hold"        | 3:27  | Dan Kurtz, Lauper, Martina Sorbara                               | Dragonette, Lauper     |
| 12 | "Rain on Me"         | 4:24  | P. Chou, Axel Hedfors, Alexander Kronlund, Lauper                | Axwell, Lauper         |

† Innehåller en interpolation av Harold Melvin & the Blue Notes' "Where Are All My Friends", skriven av Victor Carstarphen, Gene McFadden, och John Whitehead.